# Rutoki
Rutoki är ett periodiskt vattendrag i Burundi.   Det ligger i provinsen Rutana, i den centrala delen av landet, 80 kilometer sydost om huvudstaden Bujumbura.
I omgivningarna runt Rutoki växer huvudsakligen savannskog. Runt Rutoki är det ganska tätbefolkat, med 230 invånare per kvadratkilometer.